# 帕特·卡明斯 (板球)
帕特·卡明斯（英語：Pat Cummins；1993年5月8日—）是一位澳大利亞板球運動員。他的投球速度快速。他也代表澳大利亞國家板球隊參賽。